# انتخابات البرلمان الاسكتلندي 2021
أُجريت انتخابات البرلمان الاسكتلندي لعام 2021 في 6 مايو 2021 بموجب أحكام قانون اسكتلندا لعام 1998. كانت هذه الانتخابات البرلمانية السادسة في اسكتلندا منذ إعادة تأسيس البرلمان في عام 1999. حيث جرى انتخاب 129 عضوًا في البرلمان الاسكتلندي. أقيمت الانتخابات بالتزامن مع انتخابات سينيد في ويلز، والانتخابات المحلية الإنجليزية، وانتخابات جمعية لندن ورئيس البلدية، والانتخابات الفرعية في هارتلبول.
بدأت الحملة الانتخابية في 25 مارس 2021 خلال وباء COVID-19 في اسكتلندا، على الرغم من أن البرلمان لن يجري حله رسميًا حتى 5 مايو، وهو اليوم السابق للانتخابات. كانت الأحزاب الرئيسية المرشحة للانتخابات هي الحزب الوطني الاسكتلندي (SNP)، بقيادة الوزير الأول نيكولا ستورجون، وحزب المحافظين الاسكتلنديين بقيادة دوغلاس روس، وحزب العمال الاسكتلندي بقيادة أنس سروار، والديمقراطيين الليبراليين الاسكتلنديين بقيادة ويلي ريني، وحزب الخضر الاسكتلندي بقيادة كلا من باتريك هارفي ولورنا سلاتر. ومن بين هذه الأحزاب الخمسة، غيَّر حزبان زعيمهما منذ انتخابات عام 2016.
وتشكلت الأحزاب الأحدث منذ الانتخابات الأخيرة، بما في ذلك حزب الإصلاح البريطاني، بقيادة ميشيل بالانتين، وحزب ألبا، بقيادة الوزير الأول السابق وزعيم الحزب الوطني الاسكتلندي أليكس سالموند؛ والجميع من أجل الوحدة بقيادة جورج غالاوي. تنافست هذه الأحزاب فقط على مقاعد في القوائم الإقليمية وفشلت جميعها في الفوز بأي مقاعد.
حصل الحزب الوطني الاسكتلندي على إدنبرة سنترال وآير وإيست لوثيان بالإضافة إلى فوزه بأكبر حصة من الأصوات الشعبية وأكبر عدد من مقاعد الدوائر الانتخابية في أي انتخابات برلمانية اسكتلندية، حيث حصل على 85٪ من مقاعد الدائرة الانتخابية، مما أدى إلى فوز ساحق في تلك الفئة. بشكل عام، فقد حققوا مكاسب صافية بمقعد واحد مما جعلهم أقل من الأغلبية. فاز حزب الخضر الاسكتلندي بـ 8 مقاعد، وكانت أفضل نتائجهم في انتخابات البرلمان الاسكتلندي، واحتفظ المحافظون الاسكتلنديون بـ 31 مقعدًا. وفاز الحزب الوطني الاسكتلندي وحزب الخضر الاسكتلندي، وكلاهما يدعم الاستقلال، بـ 72 مقعدًا من 129 مقعدًا في البرلمان. حصلت الأحزاب الوحدوية على أغلبية طفيفة من الأصوات في تنافس الدوائر (50.4٪)، بينما فعلت الأحزاب المؤيدة للاستقلال نفس الشيء في أصوات القائمة الإقليمية (50.1٪). بلغت نسبة إقبال الناخبين في الانتخابات 63.2٪، وهي أعلى نسبة في انتخابات البرلمان الاسكتلندي.

## الخلفية

### الأحداث الانتخابية
انتخابات البرلمان الاسكتلندي 2016
في انتخابات 2016، فقد الحزب الحاكم الحزب الوطني الاسكتلندي (SNP) فيها الأغلبية البرلمانية ولكن تمكن من مواصلة الحكم بتنظيم تحالف تحت اسم نقولا ستارجين الذي صُنف بأنه إدارة الأقلية. في نفس الانتخابات، تفوق حزب المحافظون على حزب العمال في المركز الثاني، بينما تفوق حزب الخضر على الديمقراطيين الليبراليين في المركز الرابع. لم يجري انتخاب ممثلين عن الأحزاب الصغيرة في البرلمان.
الانتخابات المحلية 2017
شهدت الانتخابات المحلية لعام 2017 حصول الحزب الوطني الاسكتلندي على حصة تصويت التفضيل الأول مقارنة بعام 2012 بنسبة 32٪، ليصبح بذلك أكبر حزب في نصف المجالس (ستة عشر).
زاد المحافظون بشكل كبير من حصتهم في التصويت إلى 25 ٪، بزيادة قدرها 12 ٪، حيث أصبحوا أكبر حزب صريح في ستة مناطق مجالس وأكبر حزب مشترك في واحد آخر. انخفض حزب العمل بنسبة 11٪ إلى 20٪ وأصبح الحزب الأكبر في ثلاثة مجالس فقط، مقارنة بخمسة عشر في عام 2012.
وفاز المرشحون المستقلون بنسبة 10٪ من الأصوات، بانخفاض 1٪، حيث ارتفع الحزب الديمقراطي الليبرالي بشكل طفيف، وفاز بنسبة 7٪ من الأصوات. زاد حزب الخضر حصتهم بنسبة 2٪، ليحصلوا على 4٪ من الأصوات. لأول مرة منذ تغيير النظام الانتخابي إلى صوت واحد قابل للتحويل في عام 2007، لم يكن لدى أي مجلس في البر الرئيسي حكومة أغلبية.
الانتخابات العامة في المملكة المتحدة 2017
بعد شهر، في الانتخابات العامة في المملكة المتحدة لعام 2017، خسر الحزب الوطني الاسكتلندي واحدًا وعشرين من نوابه، وفاز بخمسة وثلاثين مقعدًا على 37 ٪ من الأصوات (بانخفاض ثلاثة عشر نقطة مئوية). وعلى الأخص، فقد الوزير الأول السابق أليكس سالموند وأنجوس روبرتسون، زعيم الحزب في وستمنستر، مقعديهما.
فاز المحافظون بأعلى نسبة تصويت في أي انتخابات في اسكتلندا منذ عام 1979، بنسبة 29 ٪، وأعلى عدد من أعضاء البرلمان منذ عام 1983، حيث فازوا بثلاثة عشر. لقد تفوقوا على حزب العمل في كلا الحالتين، حيث حصل العمال على 28٪ وسبعة مقاعد - وكلاهما تحسن عن عرضه في عام 2015. فاز الديمقراطيون الليبراليون بأربعة مقاعد، بزيادة ثلاثة، لكنهم خسروا ما يقرب من 1 ٪ من حصتهم في التصويت الوطني. لم يحصل أي من الأحزاب الصغيرة على أكثر من 0.2٪ من الأصوات. خفض UKIP والخضر بشكل كبير عدد المرشحين مقارنة بعام 2015، مع انخفاض UKIP من واحد وأربعين إلى عشرة وحزب الخضر من واحد وثلاثين إلى ثلاثة.
انتخابات البرلمان الأوروبي 2019
سيطر الموعد النهائي الوشيك لبريكست على الانتخابات الأوروبية لعام 2019 وفاز بها الحزب الوطني الاسكتلندي في اسكتلندا. فاز الحزب بثلاثة مقاعد من أصل ستة، بزيادة واحدة عن 2014، في البرلمان الأوروبي وزاد حصته في التصويت من 29٪ إلى 38٪ ؛ كانوا الحزب الأكبر في جميع مناطق السلطة المحلية، باستثناء أوركني وشتلاند.
احتل حزب Brexit، بقيادة زعيم UKIP السابق نايجل فاراج، المركز الثاني بنسبة 15 ٪ - 4 ٪ أعلى مما حققه UKIP في عام 2014 فاز الديموقراطيون الليبراليون المؤيدون للبقاء بنسبة 14٪ من الأصوات وكانوا أكبر حزب في مجلسي الجزيرة الشمالية.
كان أداء كل من المحافظين والعمل سيئًا في جميع أنحاء بريطانيا، واحتلوا المركزين الرابع والخامس في اسكتلندا على التوالي. كان أداء المحافظين أفضل نسبيًا في اسكتلندا عن أي مكان آخر في المملكة المتحدة، حيث حققوا 12٪ (بانخفاض 6٪ عن 2014) في اسكتلندا مقارنة بـ 9٪ في أماكن أخرى. خسر حزب العمال 17٪ من الأصوات، وانتهى بـ 9٪، وكان أسوأ أداء له في اسكتلندا منذ عام 1910 ؛ حافظ الخضر على مستوى 8٪.
فاز كل من حزب بريكست وحزب الديمقراطيين الأحرار والمحافظين بمقعد واحد، بالإضافة إلى ثلاثة من الحزب الوطني الاسكتلندي. خسر العمال (اثنان) وUKIP (واحد) من المقاعد التي فازوا بها في عام 2014.
الانتخابات العامة في المملكة المتحدة 2019
زاد الحزب الوطني الاسكتلندي من حصته في التصويت إلى 45٪ في الانتخابات العامة لعام 2019، أي 5٪ فقط عن أدائه في عام 2015، واستعاد ثلاثة عشر مقعدًا من المقاعد التي خسرها في عام 2017، مما شكل فوزًا ساحقًا.
خسر المحافظون نصف المقاعد التي حصلوا عليها في عام 2017، لكنهم احتفظوا بربع الأصوات - بانخفاض 4 ٪. فاز الحزب بأغلبية المقاعد في مجلس العموم في جميع أنحاء المملكة المتحدة، وهي أكبر أغلبية له منذ عام 1987. سجل حزب العمال أسوأ نتيجة انتخابات عامة في اسكتلندا منذ عام 1910، حيث تقلص مرة أخرى إلى مقعد اسكتلندي واحد، وحقق نسبة 19٪ من الأصوات. في جميع أنحاء بريطانيا، عانى الحزب من أسوأ نتيجة له منذ عام 1935، حيث حصل المحافظون على العديد من مقاعد العمال الآمنة السابقة.
لم يتكبد الليبراليون الديمقراطيون أي خسائر صافية، لكن جو سوينسون، زعيمة الحزب في المملكة المتحدة، خسرت مقعدها أمام الحزب الوطني الاسكتلندي. زاد الحزب حصته بنسبة 3٪ ليسجل أقل بقليل من صوت واحد من كل عشرة. حصل حزب الخضر على 1٪ من الأصوات، حيث شغلوا اثنين وعشرين مقعدًا.

### تغييرات القيادة
خضعت ثلاثة أحزاب لتغييرات في القيادة خلال الدورة البرلمانية. في عام 2017، استقالت كيزيا دوجديل من منصب زعيمة حزب العمال الاسكتلندي وحل محلها ريتشارد ليونارد. في 14 يناير 2021، قبل أقل من أربعة أشهر من إجراء الانتخابات، استقال ليونارد. أُجريت انتخابات قيادة حزب العمال الاسكتلندي لعام 2021 في فبراير 2021 وفاز بها أنس سروار.
في 1 أغسطس 2019، أصبحت لورنا سلاتر زعيمة مشاركة للخضر الاسكتلندي جنبًا إلى جنب مع باتريك هارفي.
في وقت لاحق في أغسطس 2019، استقالت روث ديفيدسون من منصب زعيمة حزب المحافظين الاسكتلندي وخلفها جاكسون كارلو. ومع ذلك، استقال كارلاو نفسه من القيادة في يوليو 2020، وفاز دوجلاس روس في انتخابات القيادة اللاحقة دون معارضة.

### توسع جمهور الناخبين
هذه هي الانتخابات الأولى بعد تمرير قانون الانتخابات الاسكتلندية (الامتياز والتمثيل)، الذي وسع الامتياز ليشمل أولئك الذين يقضون أحكامًا بالسجن لمدة 12 شهرًا أو أقل. في عام 2005، تبين أن المملكة المتحدة انتهكت البروتوكول 1، المادة 3 من الاتفاقية الأوروبية لحقوق الإنسان فيما يتعلق بحقوق تصويت السجناء في المحكمة الأوروبية لحقوق الإنسان نتيجة لقضية هيرست ضد المملكة المتحدة (رقم 2) ؛ القانون يجعل اسكتلندا متوافقة مع حكم المحكمة.
يسمح هذا القانون أيضًا لجميع الرعايا الأجانب المقيمين في اسكتلندا بالتصويت وجميع من لديهم إذن غير محدد بالبقاء أو وضع معادل، بما في ذلك الوضع المستقر مسبقًا في المملكة المتحدة، بالترشح. أفاد تقرير لبي بي سي نيوز في أبريل 2021 أن هناك حوالي 55000 من الرعايا الأجانب الذين حصلوا على حق التصويت نتيجة لهذه التغييرات، بما في ذلك 20000 لاجئ.

### التسجيل للتصويت
للتصويت بالبريد، يجب أن يكون الشخص قد سجل للتصويت بالبريد بحلول 6 أبريل 2021. يجب على كل شخص يسعى للتصويت شخصيًا في يوم الانتخابات التسجيل للتصويت قبل الموعد النهائي الساعة 11:59 مساءً في 19 أبريل 2021.

## التاريخ
بموجب قانون اسكتلندا لعام 1998، كان من المفترض إجراء انتخابات عامة عادية للبرلمان الاسكتلندي في أول يوم خميس من شهر مايو بعد أربع سنوات من انتخابات عام 2016، أي في مايو 2020. كان من الممكن أن يتعارض هذا مع التاريخ المقترح للانتخابات العامة في المملكة المتحدة، على الرغم من أن هذا أصبح نقطة خلافية عندما أجريت انتخابات عامة مبكرة في المملكة المتحدة في يونيو 2017 (أجريت انتخابات عامة أخرى في المملكة المتحدة في ديسمبر 2019). في نوفمبر 2015، نشرت الحكومة الاسكتلندية مشروع قانون الانتخابات الاسكتلندية (التواريخ)، والذي اقترح تمديد فترة البرلمان إلى خمس سنوات. جرى تمرير هذا القانون من قبل البرلمان الاسكتلندي في 25 فبراير 2016 وحصل على الموافقة الملكية في 30 مارس 2016، وحدد الموعد الجديد للانتخابات في 6 مايو 2021.
لم يؤثر قانون (تواريخ) الانتخابات الاسكتلندي على الاحتمالات القانونية لحل البرلمان في وقت سابق، تلك الاحتمالات هي:
- أن تاريخ الاقتراع قد يتغير لمدة تصل إلى شهر واحد في كلتا الحالتين من قبل الملك، بناءً على اقتراح من رئيس الجلسة.[34]
- إذا قرر البرلمان نفسه أنه يجب حله، مع تصويت ما لا يقل عن ثلثي الأعضاء (أي 86 عضوًا) لصالحه، يقترح رئيس الجلسة موعدًا لإجراء انتخابات عامة استثنائية ويتم حل البرلمان من قبل الملك بإعلان ملكي.[35]
- إذا فشل البرلمان في ترشيح أحد أعضائه لمنصب الوزير الأول خلال 28 يومًا، بغض النظر عما إذا كان في بداية الدورة البرلمانية أو في منتصفها. لذلك، إذا استقال الوزير الأول، فسيكون أمام البرلمان 28 يومًا لانتخاب خلف له، وإذا لم يتم انتخاب وزير أول جديد، فسيطلب رئيس الجلسة حل البرلمان. يمكن إطلاق هذه العملية أيضًا إذا خسر الوزير الأول تصويتًا بالثقة بأغلبية بسيطة، حيث يجب عليه الاستقالة بعد ذلك.

ومع ذلك، لم يتم إجراء انتخابات عامة استثنائية حتى الآن. تكون أي انتخابات عامة غير عادية بالإضافة إلى الانتخابات العامة العادية، ما لم يتم إجراؤها قبل أقل من ستة أشهر من تاريخ استحقاق الانتخابات العامة العادية، وفي هذه الحالة ستحل محلها. ولن يؤثر ذلك على السنة التي ستُجرى فيها الانتخابات العامة العادية اللاحقة.
في 16 نوفمبر 2020، تم تقديم مشروع قانون الانتخابات العامة الاسكتلندية (فيروس كورونا). نص مشروع القانون هذا على أنه بينما كان من المقرر إجراء الانتخابات التالية في 6 مايو 2021، فإن رئيس الجلسة سيحصل على سلطة تأجيل الانتخابات لمدة تصل إلى ستة أشهر إذا جعل انتشار COVID-19 هذا التاريخ غير عملي. اقترح مشروع القانون أيضًا تغيير تاريخ الحل إلى اليوم السابق للانتخابات، مما يعني أنه يمكن استدعاء البرلمان خلال فترة الانتخابات. جرى سن مشروع القانون وحصل على الموافقة الملكية في 29 يناير 2021. في الواقع، تم استدعاء البرلمان في 12 أبريل، للسماح للنواب بإحياء ذكرى وفاة الأمير فيليب، دوق إدنبرة.

## النواب المتقاعدون
| الاسم               | المنطقة                             | بداية انتخابه | الحزب | الحزب             | تاريخ الإعلان     |
| ------------------- | ----------------------------------- | ------------- | ----- | ----------------- | ----------------- |
| Neil Findlay        | Lothian                             | 2011          |       | Labour            | 28 May 2019       |
| Mary Fee            | West Scotland                       | 2011          |       | Labour            | 7 August 2019     |
| John Finnie         | Highlands and Islands               | 2011          |       | Green             | 27 August 2019    |
| Elaine Smith        | Central Scotland                    | 1999          |       | Labour            | 3 September 2019  |
| Ruth Davidson       | Edinburgh Central                   | 2011          |       | Conservative      | 6 October 2019    |
| Bruce Crawford      | Stirling                            | 1999          |       | SNP               | 18 February 2020  |
| Richard Lyle        | Uddingston and Bellshill            | 2011          |       | SNP               | 20 February 2020  |
| Gail Ross           | Caithness, Sutherland and Ross      | 2016          |       | SNP               | 27 February 2020  |
| Michael Russell     | Argyll and Bute                     | 1999          |       | SNP               | 1 March 2020      |
| Stewart Stevenson   | Banffshire and Buchan Coast         | 2001          |       | SNP               | 1 March 2020      |
| Mark McDonald       | Aberdeen Donside                    | 2011          |       | Independent       | 5 March 2020      |
| Aileen Campbell     | Clydesdale                          | 2007          |       | SNP               | 8 March 2020      |
| Margaret Mitchell   | Central Scotland                    | 2003          |       | Conservative      | 18 April 2020     |
| David Stewart       | Highlands and Islands               | 2007          |       | Labour            | 9 June 2020       |
| Angus MacDonald     | Falkirk East                        | 2011          |       | SNP               | 11 June 2020      |
| Iain Gray           | East Lothian                        | 1999          |       | Labour            | 18 June 2020      |
| Adam Tomkins        | Glasgow                             | 2016          |       | Conservative      | 17 July 2020      |
| Gil Paterson        | Clydebank and Milngavie             | 1999          |       | SNP               | 31 July 2020      |
| Linda Fabiani       | East Kilbride                       | 1999          |       | SNP               | 11 August 2020    |
| Derek Mackay        | Renfrewshire North and West         | 2011          |       | Independent       | 14 August 2020    |
| Roseanna Cunningham | Perthshire South and Kinross-shire  | 1999          |       | SNP               | 22 August 2020    |
| Alex Neil           | Airdrie and Shotts                  | 1999          |       | SNP               | 23 August 2020    |
| Jeane Freeman       | Carrick, Cumnock and Doon Valley    | 2016          |       | SNP               | 24 August 2020    |
| Sandra White        | Glasgow Kelvin                      | 1999          |       | SNP               | 27 August 2020    |
| Maureen Watt        | Aberdeen South and North Kincardine | 2006          |       | SNP               | 07 September 2020 |
| Peter Chapman       | North East Scotland                 | 2016          |       | Conservative      | September 2020    |
| Mike Rumbles        | North East Scotland                 | 1999          |       | Liberal Democrats | September 2020    |
| Ken Macintosh       | West Scotland                       | 1999          |       | Presiding Officer | 22 September 2020 |
| Jenny Marra         | North East Scotland                 | 2011          |       | Labour            | 28 November 2020  |
| Lewis Macdonald     | North East Scotland                 | 1999          |       | Labour            | 30 November 2020  |
| Johann Lamont       | Glasgow                             | 1999          |       | Labour            | 4 March 2021      |
| Alison Harris       | Central Scotland                    | 2016          |       | Conservative      | 7 March 2021      |
| Bill Bowman         | North East Scotland                 | 2016          |       | Conservative      | 9 March 2021      |
| Tom Mason           | North East Scotland                 | 2017          |       | Conservative      | 9 March 2021      |

أعلن جيمس دورنان في فبراير 2020 عن نيته التقاعد في انتخابات هوليرود المقبلة، لكنه تراجع عن هذا القرار بعد بضعة أشهر.

## الأحزاب
قدم الحزب الوطني الاسكتلندي والمحافظين والعمل والديمقراطيين الليبراليين مرشحين في جميع الدوائر الانتخابية البالغ عددها 73 وجميع الأصوات الإقليمية الثمانية. تتنافس خمسة أحزاب أخرى على جميع المناطق الثمانية ودائرة انتخابية واحدة على الأقل: حزب الخضر الاسكتلندي (12 دائرة انتخابية) والحزب الليبرتاري الاسكتلندي (9)، وحزب العائلة الاسكتلندي (7)، وUKIP (5)، وتحالف الحرية (4). تتنافس أربعة أحزاب - إلغاء حزب البرلمان الاسكتلندي، وحزب ألبا، وكل من أجل الوحدة، والإصلاح في المملكة المتحدة - على جميع المناطق الانتخابية الثماني، ولكنها لا تتنافس مع أي دائرة انتخابية.
تتنافس ستة أحزاب أخرى على بعض المناطق ودائرة انتخابية واحدة على الأقل: TUSC (3 مناطق و3 دوائر انتخابية)، استعادة اسكتلندا (منطقتان، 4 دوائر انتخابية)، Scotia Future (2 لكل منهما)، الحزب الشيوعي البريطاني (منطقتان) ودائرة انتخابية واحدة)، وحزب الاسترداد (1 من كل منهما) وحزب الطليعة (أيضًا 1 لكل منهما) هناك خمسة أحزاب أخرى - الصوت الأخضر المستقل (5 مناطق)، ورينيو (5)، والحزب الاجتماعي الديمقراطي (2)، ومساواة المرأة (2)، ورعاية الحيوان (1) - تتنافس في بعض المناطق، ولكن ليس أي دوائر انتخابية.
اختار الحزب الاشتراكي الاسكتلندي، الذي شارك في الانتخابات الأخيرة كجزء من التحالف الانتخابي RISE - تحالف اليسار الاسكتلندي، عدم المشاركة في هذه الانتخابات، لأول مرة منذ إنشائها.

## نظام الانتخابات والمقاعد والمناطق

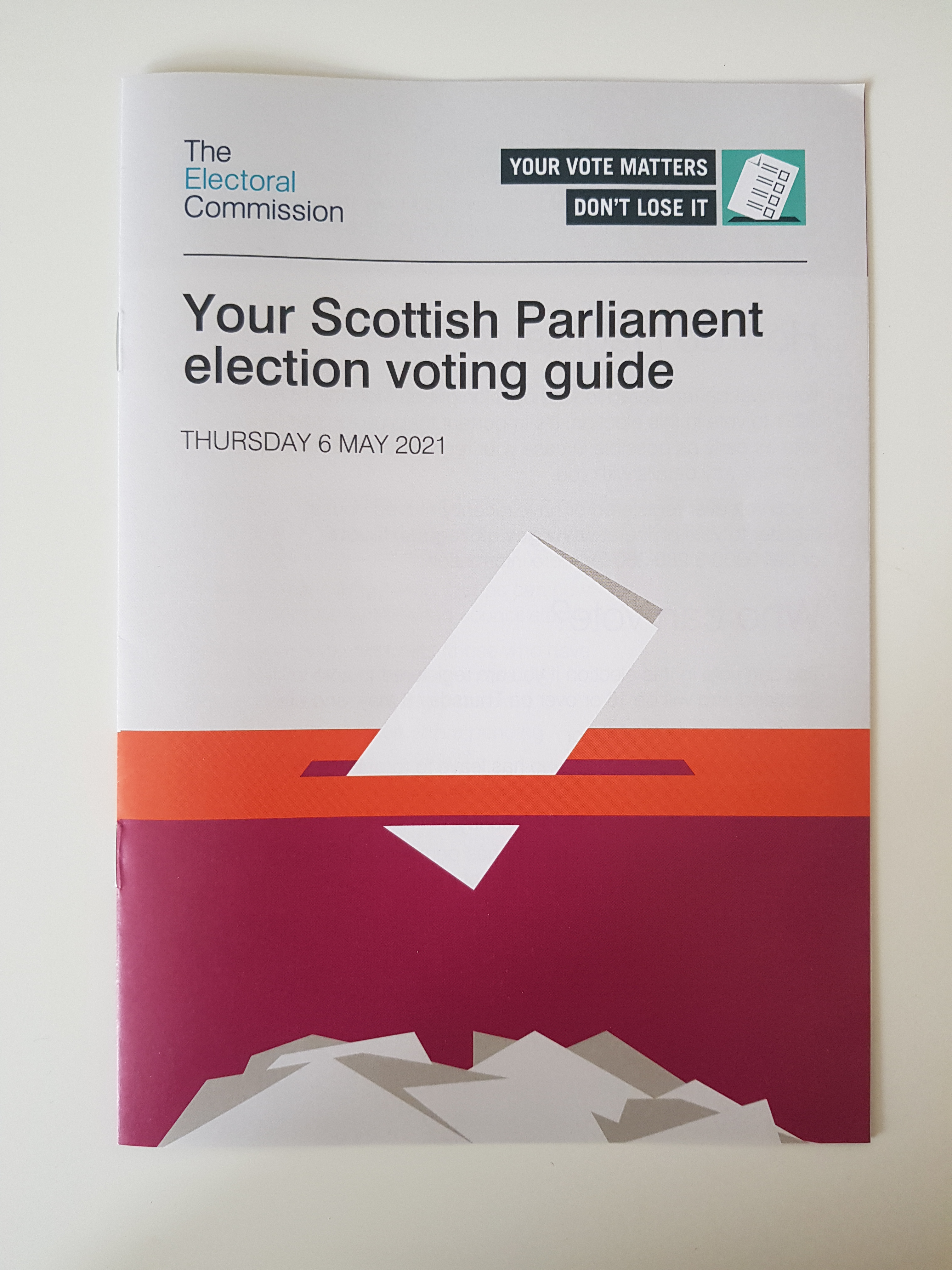
تم إرسال كتيب دليل الناخب للجنة الانتخابية إلى الأسر الاسكتلندية قبل الانتخابات.

إجمالي عدد أعضاء البرلمان الاسكتلندي المنتخبين في البرلمان هو 129.
يستخدم البرلمان الاسكتلندي نظام الأعضاء الإضافيين، المصمم لإنتاج تمثيل نسبي تقريبي لكل منطقة. هناك 8 مناطق، كل منها مقسمة إلى مجموعات أصغر. هناك ما مجموعه 73 دائرة انتخابية. تنتخب كل دائرة انتخابية واحدًا من أعضاء مجلس الإدارة عن طريق نظام التعددية (أول ما بعد). تختار كل منطقة 7 نواب إضافية باستخدام نظام عضو إضافي. يتم استخدام طريقة D'Hondt المعدلة، باستخدام نتائج الدائرة الانتخابية، لانتخاب هؤلاء النواب الإضافيين.
جرى تغيير حدود الدوائر الانتخابية البالغ عددها 73 دائرة اعتبارًا من انتخابات البرلمان الاسكتلندي لعام 2011، كما حدث أيضًا في تكوين المناطق الانتخابية المستخدمة لانتخاب أعضاء "القائمة" في البرلمان الاسكتلندي. كانت هذه المراجعات نتيجة المراجعة الدورية الأولى للدوائر الانتخابية في البرلمان الاسكتلندي والمناطق التي أجرتها لجنة الحدود في اسكتلندا ؛ تم الإعلان عن المراجعة في 3 يوليو 2007 ونشرت اللجنة تقريرها النهائي في 26 مايو 2010.
لم تكن الدوائر الانتخابية في البرلمان الاسكتلندي مترابطة مع دوائر وستمنستر الاسكتلندية منذ الانتخابات العامة لعام 2005، عندما جرى استبدال 72 دائرة انتخابية سابقة في البرلمان البريطاني بمجموعة جديدة من 59 دائرة انتخابية أكبر بشكل عام (انظر قانون البرلمان الاسكتلندي (الدوائر الانتخابية) لعام 2004). كان الاختلاف في الحجم بين حدود وستمنستر وهوليرود بسبب مزيد من الاختلاف عند تنفيذ المراجعة الدورية السادسة لدوائر وستمنستر الانتخابية، والتي لم يجري التصويت عليها من قبل البرلمان. ستبدأ المراجعة الدورية لعام 2023 لدوائر وستمنستر لإجمالي 650 نائباً في المملكة المتحدة في عام 2021.

## الحملة
بدأت الحملة الانتخابية في 25 مارس 2021. أطلق المحافظون الاسكتلنديون حملتهم في نفس اليوم، مع التركيز على تعزيز تعافي اسكتلندا من جائحة COVID-19.
في 26 مارس 2021، تم إطلاق حزب ألبا علنًا من قبل الوزير الأول السابق لاسكتلندا وزعيم الحزب الوطني الاسكتلندي، أليكس سالموند. أعلن الحزب عن خططه لخوض قائمة المرشحين فقط. حصل الحزب في وقت لاحق على نائبين في البرلمان انشقوا عن الحزب الوطني الاسكتلندي. أعلن حزب العمل من أجل الاستقلال، الذي كان ينوي اتباع استراتيجية مماثلة للقائمة فقط، أنه سيتنازل عن مرشحيه لصالح ألبا. قالت ستيرجن إنها سترفض التعامل مع سالموند ما لم يعتذر للنساء اللاتي اتهموه بالتحرش.
أعلنت هيئة الإذاعة البريطانية في اسكتلندا أنها ستبث مناظرتين بين قادة الأحزاب الرئيسية ؛ وجرى بث الحلقة الأولى في 30 مارس 2021 وأدارتها محررة الشركة في اسكتلندا ساره سميث. تضمن النقاش أسئلة رئيسية من الجمهور حول التعافي من فيروس كوفيد -19، وتغير المناخ، واستفتاء ثانٍ على استقلال اسكتلندا. جرى عقد مناظرة بي بي سي الثانية في 4 مايو 2021 وأدارها المحرر السياسي في بي بي سي اسكتلندا جلين كامبل.
عقدت محطة البث التجارية STV مناظرة قادتها في 13 أبريل، أدارها محررها السياسي كولين ماكاي. عقدت NUS Scotland مناقشة حول قضايا الطلاب على وجه التحديد والتي أدارها رئيس NUS Scotland، Matt Crilly في 20 أبريل والتي تضمنت قادة الأحزاب الرئيسية الثلاثة.
في 1 أبريل، أعلنت Planet Radio أن محطتها Clyde 2 ستستضيف لقاء القادة عبر الهاتف مع قادة الأحزاب الرئيسية كل يوم أحد قبل الانتخابات. كان دوجلاس روس أول من تمت مقابلته في 4 أبريل، مع ويلي ريني في 18 أبريل. بينما كان من المقرر إجراء مقابلة مع نيكولا ستورجون في 11 أبريل، تأخرت الحملة بعد وفاة الأمير فيليب وعُقد هاتفيا بدلاً من ذلك في 22 أبريل. تبعه باتريك هارفي في 25 أبريل. وأجرى أنس سروار آخر اتصال هاتفي في 2 مايو.
بعد وفاة الأمير فيليب في 9 أبريل، قال الحزب الوطني الاسكتلندي والمحافظون والعمال والخضر والديمقراطيون الليبراليون إنهم سيعلقون الحملة الانتخابية حتى إشعار آخر. وبعد نقاش بين الطرفين، اتفقا على استئناف الحملة الانتخابية بعد جلسة برلمانية خاصة في 12 أبريل لتكريم وتوقف الأنشطة مرة أخرى في يوم الجنازة (17 أبريل).

## النتائج
|                                 |                                 |              |              |              |           |          |          |             |     |
| الحزب                           | الحزب                           | Constituency | Constituency | Constituency | Regional  | Regional | Regional | Total seats | +/– |
| الحزب                           | الحزب                           | الأصوات      | %            | المقاعد      | الأصوات   | %        | المقاعد  | Total seats | +/– |
|                                 | الحزب الوطني الإسكتلندي         | 1٬291٬204    | 47.70        | 62           | 1٬094٬374 | 40.34    | 2        | 64          | +1  |
|                                 | الاسكتلنديون المحافظون ‏         | 592٬518      | 21.89        | 5            | 637٬131   | 23.49    | 26       | 31          | 0   |
|                                 | حزب العمال الاسكوتلندي ‏         | 584٬392      | 21.59        | 2            | 485٬819   | 17.91    | 20       | 22          | –2  |
|                                 | Greens                          | 34٬990       | 1.29         | 0            | 220٬324   | 8.12     | 8        | 8           | +2  |
|                                 | Liberal Democrats               | 187٬746      | 6.94         | 4            | 137٬152   | 5.06     | 0        | 4           | –1  |
|                                 | Alba                            |              |              |              | 44٬913    | 1.66     | 0        | 0           | New |
|                                 | All for Unity                   |              |              |              | 23٬299    | 0.86     | 0        | 0           | New |
|                                 | Scottish Family Party           | 2٬734        | 0.10         | 0            | 16٬085    | 0.59     | 0        | 0           | New |
|                                 | Freedom Alliance                | 1٬154        | 0.04         | 0            | 6٬271     | 0.23     | 0        | 0           | New |
|                                 | Independent                     | 5٬673        | 0.21         | 0            | 6٬122     | 0.23     | 0        | 0           | 0   |
|                                 | إصلاح المملكة المتحدة           |              |              |              | 5٬793     | 0.21     | 0        | 0           | New |
|                                 | حزب استقلال المملكة المتحدة     | 699          | 0.03         | 0            | 3٬848     | 0.14     | 0        | 0           | 0   |
|                                 | Others                          | 5٬573        | 0.21         | 0            | 31٬604    | 1.17     | 0        | 0           | 0   |
| المجموع                         | المجموع                         | 2٬706٬683    | 100.00       | 73           | 2٬712٬735 | 100.00   | 56       | 129         | 0   |
|                                 |                                 |              |              |              |           |          |          |             |     |
| الأصوات الصحيحة                 | الأصوات الصحيحة                 | 2٬706٬683    | 99.66        |              | 2٬712٬735 | 99.86    |          |             |     |
| الأصوات الباطلة والفارغة        | الأصوات الباطلة والفارغة        | 9٬215        | 0.34         |              | 3٬812     | 0.14     |          |             |     |
| مجموع الأصوات                   | مجموع الأصوات                   | 2٬715٬898    | 100.00       |              | 2٬716٬547 | 100.00   |          |             |     |
| الناخبين المسجلين ومعدل الإقبال | الناخبين المسجلين ومعدل الإقبال | 4٬280٬785    | 63.44        |              | 4٬280٬785 | 63.46    |          |             |     |
| المصدر: BBC                     |                                 |              |              |              |           |          |          |             |     |

### وسط اسكتلندا
| انتخابات البرلمان الاسكتلندي لعام 2021: دوائر وسط اسكتلندا | انتخابات البرلمان الاسكتلندي لعام 2021: دوائر وسط اسكتلندا | انتخابات البرلمان الاسكتلندي لعام 2021: دوائر وسط اسكتلندا | انتخابات البرلمان الاسكتلندي لعام 2021: دوائر وسط اسكتلندا |
| الدائرة                                                    | الدائرة                                                    | عضو منتخب                                                  | نتيجة                                                      |
| ---------------------------------------------------------- | ---------------------------------------------------------- | ---------------------------------------------------------- | ---------------------------------------------------------- |
|                                                            | Airdrie وShotts                                            | نيل جراي                                                   | عقد SNP                                                    |
|                                                            | كواتبريدج وكريستون                                         | فولتون ماكجريجور                                           | عقد SNP                                                    |
|                                                            | كمبرنولد وكيلسيث                                           | جيمي هيبورن                                                | عقد SNP                                                    |
|                                                            | شرق كيلبرايد                                               | كوليت ستيفنسون                                             | عقد SNP                                                    |
|                                                            | فالكيرك الشرقية                                            | ميشيل طومسون                                               | عقد SNP                                                    |
|                                                            | فالكيرك ويست                                               | مايكل ماثيسون                                              | عقد SNP                                                    |
|                                                            | هاميلتون ولاركهول وستونهاوس                                | كريستينا مكلفي                                             | عقد SNP                                                    |
|                                                            | مذرويل وWishaw                                             | كلير ادامسون                                               | عقد SNP                                                    |
|                                                            | أودينجستون وبيلشيل                                         | ستيفاني كالاهان                                            | عقد SNP                                                    |

### غلاسكو
| انتخابات البرلمان الاسكتلندي 2021: دوائر غلاسكو | انتخابات البرلمان الاسكتلندي 2021: دوائر غلاسكو | انتخابات البرلمان الاسكتلندي 2021: دوائر غلاسكو | انتخابات البرلمان الاسكتلندي 2021: دوائر غلاسكو |
| الدائرة                                         | الدائرة                                         | عضو منتخب                                       | نتيجة                                           |
| ----------------------------------------------- | ----------------------------------------------- | ----------------------------------------------- | ----------------------------------------------- |
|                                                 | غلاسكو أنيسلاند                                 | بيل كيد                                         | عقد SNP                                         |
|                                                 | غلاسكو كاثكارت                                  | جيمس دورنان                                     | عقد SNP                                         |
|                                                 | غلاسكو كلفن                                     | كوكب ستيوارت                                    | عقد SNP                                         |
|                                                 | غلاسكو مارهيل وسبرينجبيرن                       | بوب دوريس                                       | عقد SNP                                         |
|                                                 | غلاسكو بولوك                                    | حمزة يوسف                                       | عقد SNP                                         |
|                                                 | غلاسكو بروفان                                   | إيفان ماكي                                      | عقد SNP                                         |
|                                                 | غلاسكو شتلستون                                  | جون ميسون                                       | عقد SNP                                         |
|                                                 | غلاسكو ساوثسايد                                 | نيكولا ستورجون                                  | عقد SNP                                         |
|                                                 | روثرجلين                                        | كلير هوغي                                       | عقد SNP                                         |

### المرتفعات والجزر
| انتخابات البرلمان الاسكتلندي، 2021: دوائر المرتفعات والجزر | انتخابات البرلمان الاسكتلندي، 2021: دوائر المرتفعات والجزر | انتخابات البرلمان الاسكتلندي، 2021: دوائر المرتفعات والجزر | انتخابات البرلمان الاسكتلندي، 2021: دوائر المرتفعات والجزر |
| الدائرة                                                    | الدائرة                                                    | عضو منتخب                                                  | نتيجة                                                      |
| ---------------------------------------------------------- | ---------------------------------------------------------- | ---------------------------------------------------------- | ---------------------------------------------------------- |
|                                                            | أرغيل وبوت                                                 | جيني مينتو                                                 | عقد SNP                                                    |
|                                                            | كيثنس وساذرلاند وروس                                       | ماري تود                                                   | عقد SNP                                                    |
|                                                            | إينفيرنيس ونيرن                                            | فيرغوس إوينج                                               | عقد SNP                                                    |
|                                                            | موراي                                                      | ريتشارد لوكهيد                                             | عقد SNP                                                    |
|                                                            | Na h-Eileanan an Iar                                       | ألاسدير آلان                                               | عقد SNP                                                    |
|                                                            | أوركني                                                     | ليام مكارثر                                                | الديمقراطي الليبرالي عقد                                   |
|                                                            | شتلاند                                                     | بياتريس ويشارت                                             | الديمقراطي الليبرالي عقد                                   |
|                                                            | سكاي ولوكابر وبادنوخ                                       | كيت فوربس                                                  | عقد SNP                                                    |

### لوثيان
| انتخابات البرلمان الاسكتلندي، 2021: دوائر لوثيان | انتخابات البرلمان الاسكتلندي، 2021: دوائر لوثيان | انتخابات البرلمان الاسكتلندي، 2021: دوائر لوثيان | انتخابات البرلمان الاسكتلندي، 2021: دوائر لوثيان |
| الدائرة                                          | الدائرة                                          | عضو منتخب                                        | نتيجة                                            |
| ------------------------------------------------ | ------------------------------------------------ | ------------------------------------------------ | ------------------------------------------------ |
|                                                  | وادي اللوز                                       | أنجيلا كونستانس                                  | عقد SNP                                          |
|                                                  | ادنبره سنترال                                    | انجوس روبرتسون                                   | مكاسب SNP من المحافظ                             |
|                                                  | ادنبره الشرقية                                   | الرماد دنهام                                     | عقد SNP                                          |
|                                                  | ادنبره الشمالية وليث                             | بن ماكفيرسون                                     | عقد SNP                                          |
|                                                  | ادنبره بنتلاندز                                  | جوردون ماكدونالد                                 | عقد SNP                                          |
|                                                  | ادنبره الجنوبية                                  | دانيال جونسون                                    | عقد العمل                                        |
|                                                  | ادنبره الغربية                                   | أليكس كول هاميلتون                               | الديمقراطي الليبرالي عقد                         |
|                                                  | لينليثجو                                         | فيونا هيسلوب                                     | عقد SNP                                          |
|                                                  | ميدلوثيان نورث ومسلبرغ                           | كولين بيتي                                       | عقد SNP                                          |

### منتصف اسكتلندا وفايف
| انتخابات البرلمان الاسكتلندي، 2021: وسط اسكتلندا ودوائر فايف | انتخابات البرلمان الاسكتلندي، 2021: وسط اسكتلندا ودوائر فايف | انتخابات البرلمان الاسكتلندي، 2021: وسط اسكتلندا ودوائر فايف | انتخابات البرلمان الاسكتلندي، 2021: وسط اسكتلندا ودوائر فايف |
| الدائرة                                                      | الدائرة                                                      | عضو منتخب                                                    | نتيجة                                                        |
| ------------------------------------------------------------ | ------------------------------------------------------------ | ------------------------------------------------------------ | ------------------------------------------------------------ |
|                                                              | كلاكمانشاير ودانبلين                                         | كيث براون                                                    | عقد SNP                                                      |
|                                                              | كاودنبيث                                                     | أنابيل يوينغ                                                 | عقد SNP                                                      |
|                                                              | دنفرملاين                                                    | شيرلي آن سومرفيل                                             | عقد SNP                                                      |
|                                                              | كيركالدي                                                     | ديفيد تورانس                                                 | عقد SNP                                                      |
|                                                              | ميد فايف وجلينروثس                                           | جيني جيلروث                                                  | عقد SNP                                                      |
|                                                              | شمال شرق فايف                                                | ويلي ريني                                                    | الديمقراطي الليبرالي عقد                                     |
|                                                              | بيرثشاير نورث                                                | جون سويني                                                    | عقد SNP                                                      |
|                                                              | بيرثشاير ساوث وكينروس شاير                                   | جيم فيرلي                                                    | عقد SNP                                                      |
|                                                              | ستيرلينغ                                                     | إيفلين تويد                                                  | عقد SNP                                                      |

### شمال شرق اسكتلندا
| انتخابات البرلمان الاسكتلندي، 2021: دوائر شمال شرق اسكتلندا | انتخابات البرلمان الاسكتلندي، 2021: دوائر شمال شرق اسكتلندا | انتخابات البرلمان الاسكتلندي، 2021: دوائر شمال شرق اسكتلندا | انتخابات البرلمان الاسكتلندي، 2021: دوائر شمال شرق اسكتلندا |
| الدائرة                                                     | الدائرة                                                     | عضو منتخب                                                   | نتيجة                                                       |
| ----------------------------------------------------------- | ----------------------------------------------------------- | ----------------------------------------------------------- | ----------------------------------------------------------- |
|                                                             | أبردين سنترال                                               | كيفن ستيوارت                                                | عقد SNP                                                     |
|                                                             | أبردين دونسايد                                              | جاكي دنبار                                                  | عقد SNP                                                     |
|                                                             | أبردين ساوث وشمال كينكاردين                                 | أودري نيكول                                                 | عقد SNP                                                     |
|                                                             | أبردينشاير إيست                                             | جيليان مارتن                                                | عقد SNP                                                     |
|                                                             | أبردينشاير ويست                                             | الكسندر بورنيت                                              | عقد متحفظ                                                   |
|                                                             | أنجوس نورث وميرنز                                           | مايري جوجون                                                 | عقد SNP                                                     |
|                                                             | انجوس ساوث                                                  | جرايم داي                                                   | عقد SNP                                                     |
|                                                             | بانفشاير وساحل بوشان                                        | كارين آدم                                                   | عقد SNP                                                     |
|                                                             | مدينة دندي الشرقية                                          | شونا روبنسون                                                | عقد SNP                                                     |
|                                                             | دندي سيتي ويست                                              | جو فيتزباتريك                                               | عقد SNP                                                     |

### جنوب اسكتلندا
| انتخابات البرلمان الاسكتلندي، 2021: دوائر جنوب اسكتلندا | انتخابات البرلمان الاسكتلندي، 2021: دوائر جنوب اسكتلندا | انتخابات البرلمان الاسكتلندي، 2021: دوائر جنوب اسكتلندا | انتخابات البرلمان الاسكتلندي، 2021: دوائر جنوب اسكتلندا |
| الدائرة                                                 | الدائرة                                                 | عضو منتخب                                               | نتيجة                                                   |
| ------------------------------------------------------- | ------------------------------------------------------- | ------------------------------------------------------- | ------------------------------------------------------- |
|                                                         | عير                                                     | Siobhian براون                                          | مكاسب SNP من المحافظ                                    |
|                                                         | كاريك، كامنوك ووادي دون                                 | ايلينا ويثام                                            | عقد SNP                                                 |
|                                                         | كليديسدال                                               | ميري ماك ألان                                           | عقد SNP                                                 |
|                                                         | دومفريشير                                               | أوليفر مونديل                                           | عقد متحفظ                                               |
|                                                         | شرق لوثيان                                              | بول ماكلينان                                            | مكاسب SNP من العمل                                      |
|                                                         | إتريك وروكسبرج وبيرويكشاير                              | راشيل هاميلتون                                          | عقد متحفظ                                               |
|                                                         | غالاوي وويست دومفريز                                    | فينلي كارسون                                            | عقد متحفظ                                               |
|                                                         | كيلمارنوك ووادي ايرفين                                  | ويلي كوفي                                               | عقد SNP                                                 |
|                                                         | ميدلوثيان ساوث وتويدديل ولودرديل                        | كريستين جراهام                                          | عقد SNP                                                 |

### غرب اسكتلندا
| انتخابات البرلمان الاسكتلندي، 2021: دوائر غرب اسكتلندا | انتخابات البرلمان الاسكتلندي، 2021: دوائر غرب اسكتلندا | انتخابات البرلمان الاسكتلندي، 2021: دوائر غرب اسكتلندا | انتخابات البرلمان الاسكتلندي، 2021: دوائر غرب اسكتلندا |
| الدائرة                                                | الدائرة                                                | عضو منتخب                                              | نتيجة                                                  |
| ------------------------------------------------------ | ------------------------------------------------------ | ------------------------------------------------------ | ------------------------------------------------------ |
|                                                        | كلايدبانك وميلنجافي                                    | ماري مكنير                                             | عقد SNP                                                |
|                                                        | كننغهام الشمالية                                       | كينيث جيبسون                                           | عقد SNP                                                |
|                                                        | كننغهام ساوث                                           | روث ماجواير                                            | عقد SNP                                                |
|                                                        | دمبارتون                                               | جاكي بيلي                                              | عقد العمل                                              |
|                                                        | ايستوود                                                | جاكسون كارلو                                           | عقد متحفظ                                              |
|                                                        | غرينوك وإنفركلايد                                      | ستيوارت ماكميلان                                       | عقد SNP                                                |
|                                                        | بيزلي                                                  | جورج ادم                                               | عقد SNP                                                |
|                                                        | رينفروشاير الشمالية والغربية                           | ناتالي دون                                             | عقد SNP                                                |
|                                                        | رينفروشاير ساوث                                        | توم آرثر                                               | عقد SNP                                                |
|                                                        | Strathkelvin وBearsden                                 | رونا ماكاي                                             | عقد SNP                                                |

### تغييرات مقاعد الدائرة الانتخابية مقارنة بعام 2016
| الدائرة       | ربح | ربح | خسارة | خسارة |
| ------------- | --- | --- | ----- | ----- |
| عير           |     | SNP |       | تحفظا |
| شرق لوثيان    |     | SNP |       | طلق   |
| ادنبره سنترال |     | SNP |       | تحفظا |

### نواب فقدوا مقاعدهم
- بول ويلهاوس[100]
- جوان ماك ألبين
- كلوديا بيميش
- ميشيل بالانتين
- جون سكوت
- موريس كوري

## روابط خارجية
- انتخابات 2021 (على موقع البرلمان الاسكتلندي)